# موسى آدامز
{{صندوق معلومات سيرة كرة قدم
| طول = 1.89 م (6 قدم 2 بوصة)
| مركز = وسط
| النادي_الحالي = Ironi Tiberias F.C. ‏
| سنوات1 = 2004–2007
| أندية1 = رانشرز بيز
| مباريات1 = 
| أهداف1 = 
| سنوات2 = 2007–2012
| أندية2 = فيسترلو

## روابط خارجية
- موسى آدامز على موقع الاتحاد الدولي (مؤرشف)  (الإنجليزية)
- موسى آدامز على موقع قاعدة بيانات كرة القدم.إي يو (الإنجليزية)
- موسى آدامز على موقع Soccerway.com (الإنجليزية)